# Taras Dan'ko
Taras Hryhorovyč Dan'ko (in ucraino Тарас Григорійович Данько?; Kiev, 3 luglio 1980) è un lottatore ucraino, specializzato nella lotta libera.

## Palmarès

### Olimpiadi
- 1 medaglia:
  - 1 bronzo (Pechino 2008 negli 84 kg)

### Mondiali
- 1 medaglia:
  - 1 bronzo (Budapest 2005 negli 84 kg)

### Europei
- 3 medaglie:
  - 1 oro (Varna 2005 negli 84 kg)
  - 1 argento (Sofia 2007 negli 84 kg)
  - 1 bronzo (Mosca 2006 negli 84 kg)